# Xeon Phi
A Xeon Phi 
egy az Intel által tervezett és gyártott x86 architektúrájú, nagymértékben párhuzamos, többmagos processzor-sorozat márkaneve. Szuperszámítógépekben, szerverekben és felső kategóriás munkaállomásokban való felhasználásra szánták. Architektúrája lehetővé tette a szabványos programozási nyelvek és alkalmazásprogramozási interfészek (API-k), például az OpenMP használatát.
A Xeon Phi 2010-ben jelent meg. Mivel eredetileg az Intel egy korábbi GPU kialakításán (kódnevén "Larrabee") alapult, amelyet 2009-ben töröltek, ezért alkalmazási területei átfedésben voltak a grafikai processzorokéval (GPU-k). A legfőbb különbség a Xeon Phi és egy GPGPU között, mint pl. az Nvidia Tesla, az, hogy a Xeon Phi x86-kompatibilis magjaival kis módosítással olyan szoftvereket is futtathat, amelyeket eredetileg szabványos x86 CPU-ra szántak.
A második generációs Knights Landing kódnevű terméket 2013 júniusában jelentették be, ami PCIe-alapú bővítőkártyák formájában jelent meg. Ezek a második generációs csipek önálló CPU-ként is használhatóak, nem csak egyszerű bővítőkártyaként.

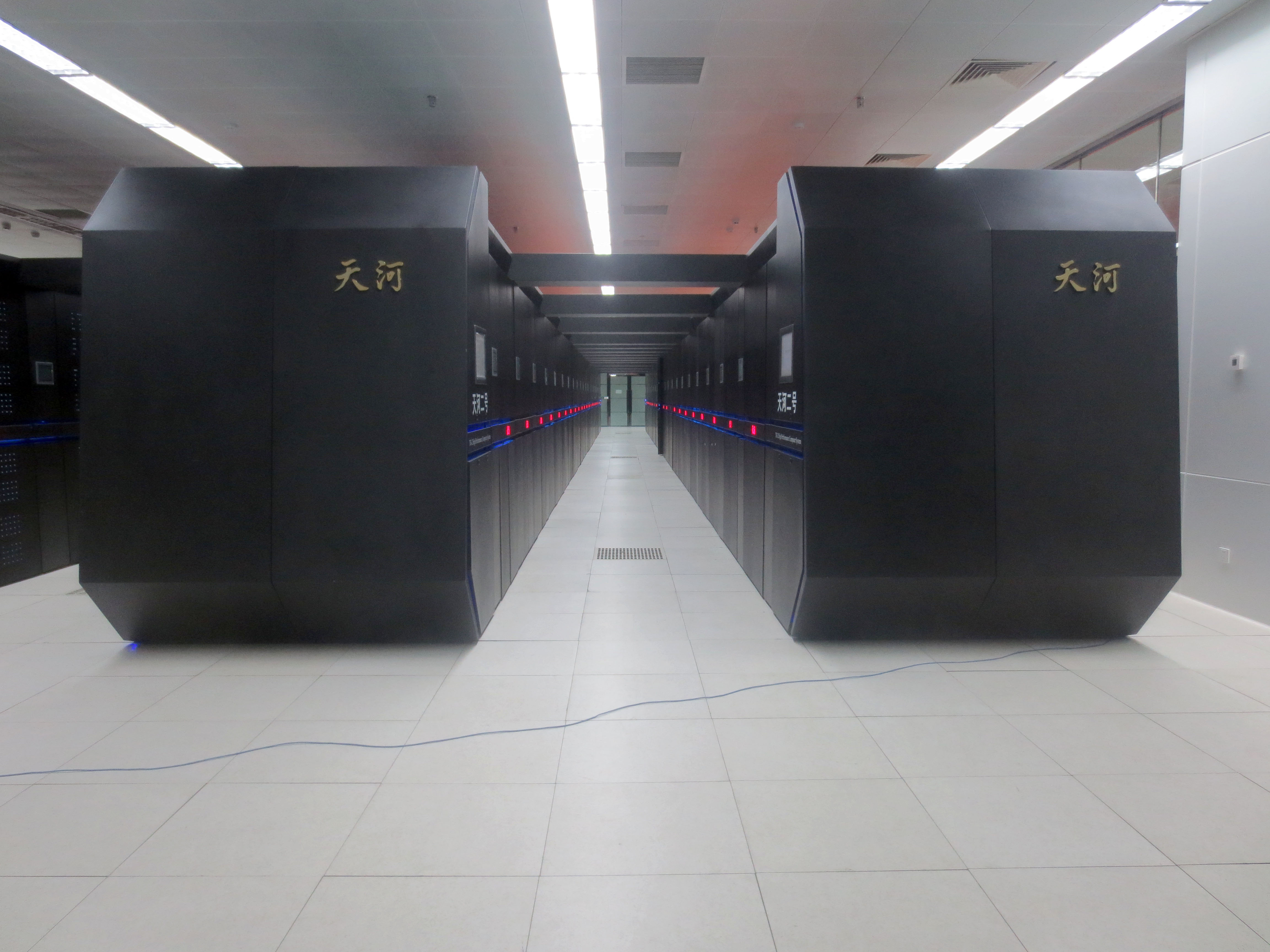
A Tianhe-2 szuperszámítógép szintén Xeon Phi processzorokat használ

2013 júniusában a kínai Kantoni Nemzeti Szuperszámítógépes Központ (NSCC-GZ) Tianhe-2 szuperszámítógépe volt a világ leggyorsabb szuperszámítógépe, az akkori bejelentés szerint. Az elsőséget azóta elvesztette, 2018 júniusában a 4. helyen állt. A Tianhe-2 Intel Xeon Phi koprocesszorokat és Ivy Bridge-EP Xeon processzorokat használt, amelyekkel 33,86 petaFLOPS teljesítményt ért el.
A Xeon Phi termékvonal közvetlenül versengett az Nvidia Tesla és az AMD Radeon Instinct mélytanulási és GPGPU kártyák sorozataival. Megszűnt a kereslet hiánya és az Intel 10 nm-es gyártási folyamatának felfuttatásával kapcsolatos problémái miatt. A cég 2018-ban megszüntette a x200-as Xeon Phi generációt, azaz a Knights Landing kódnevű lapkákra alapozott termékeket, majd 2019-ben a többi modellt is. A leadott rendeléseket 2020. július 31-ig teljesítették.

## Történet

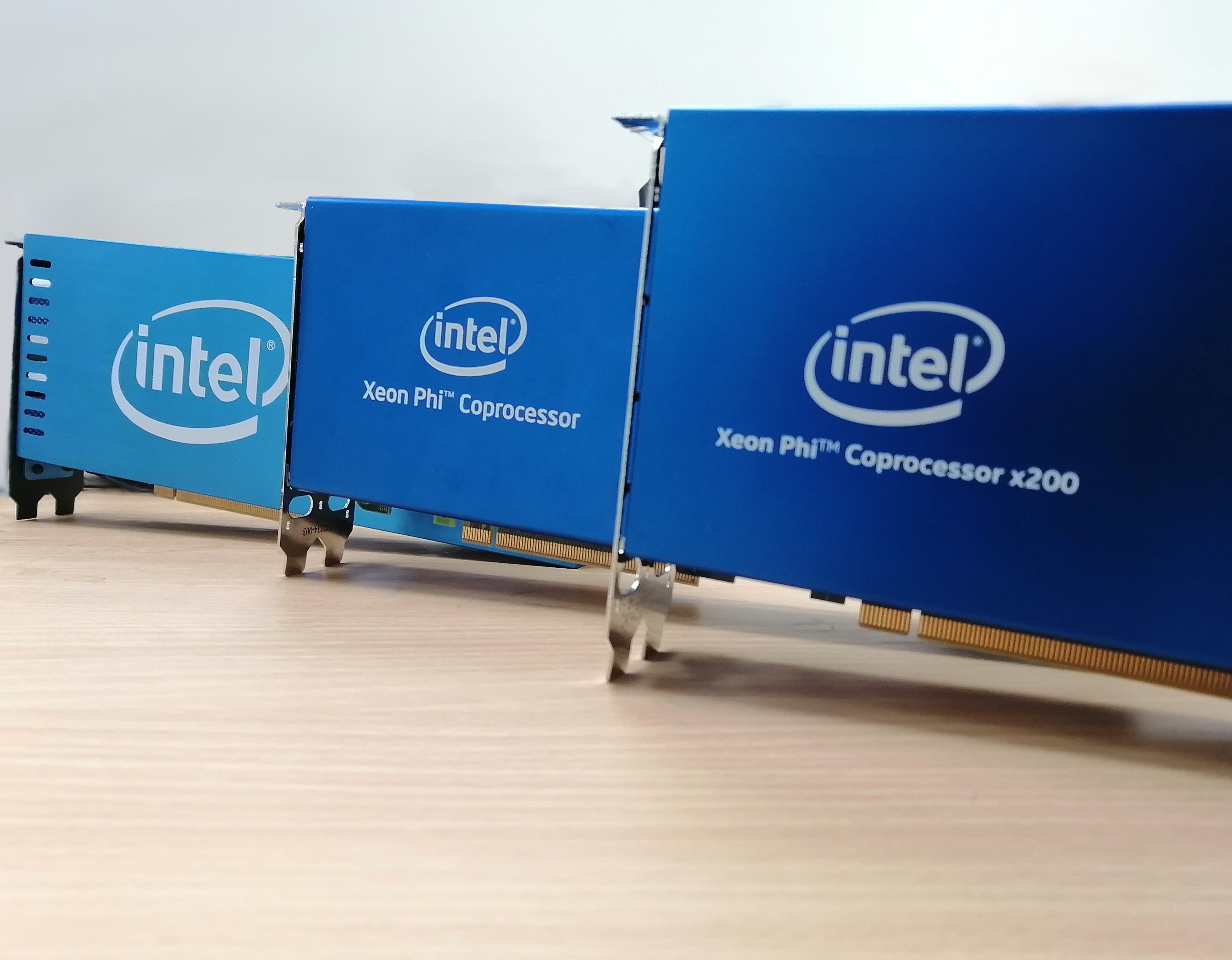
A Xeon Phi koprocesszorok sorozata, balról jobbra: Knights Ferry, Knights Corner, Knights Landing

| Kódnév          | Technológia | Megjegyzések                                                                               |
| --------------- | ----------- | ------------------------------------------------------------------------------------------ |
| Knights Ferry   | 45 nm       | PCIe kártyaként kínálták; a Larrabee projektből származik                                  |
| Knights Corner  | 22 nm       | a P54C-ből származik; vektoros feldolgozó egység; az első Xeon Phi-ként bejelentett eszköz |
| Knights Landing | 14 nm       | a Silvermont / Airmont (Intel Atom) architektúrából származik; AVX-512                     |
| Knights Mill    | 14 nm       | majdnem azonos a Knights Landinggel, de mélytanulásra optimalizálva                        |
| Knights Hill    | 10 nm       | törölve                                                                                    |

### Háttér
A Larrabee mikroarchitektúra (amelyet 2006 óta fejlesztenek) nagyon széles (512 bites) SIMD egységeket vezetett be egy x86 architektúrán alapuló processzorkialakításba, és azt egy gyorsítótár-koherens multiprocesszoros rendszerré terjesztette ki, amely egy gyűrűs sínen (ring bus) keresztül kapcsolódik a memóriához, és minden egyes mag négyutas többszálas működésre képes. Mivel a terveket GPU-ban való felhasználás mellett általános célú számítási feladatokra is szánták, a Larrabee csipek textúra-mintavételezést szolgáló speciális hardvert is tartalmaznak. A közvetlenül a Larrabee kutatási projektből kereskedelmi forgalomba hozható GPU termék elkészítését célzó projektet 2010 májusában leállították.
Ezzel közel egy időben futott az Intel egy másik kutatási projektje, az „egycsipes felhő-számítógép” (Single-chip Cloud Computer) nevű, amely nem más, mint x86 architektúrájú processzorokkal felépített sokmagos processzortömb megvalósítása, egy egyetlen csipen felépített felhő alapú számítógépes adatközpontot utánzó felépítés, független magok sokaságával. Prototípusát 2009-ben mutatták be, a prototípus terv 48 magot tartalmazott csipenként, hardveres támogatással a magok szelektív frekvencia- és feszültségszabályozásához az energiahatékonyság maximalizálása érdekében, és magában foglalt egy szövevényes hálózatot a csipek közötti üzenetátvitel céljára.
A kialakításban nem szerepelnek gyorsítótár-koherens magok és azokra az elvekre fókuszál, amik lehetővé teszik a kialakítás kiterjesztését sokkal több mag használatára (skálázhatóság).
A Teraflops kutatási csip az Intel egy kísérleti 80 magos csipje, prototípusát 2007. február 11-én mutatták be. A csipen nem x86 architektúrájú magok találhatók, hanem egy 96 bites VLIW architektúrát implementáltak. A magok mindegyike két lebegőpontos egységet, valamint egy routert tartalmaz a magok közötti kommunikációhoz. A projekt a magok közötti kommunikációs módszereket és a csipenkénti energiagazdálkodást vizsgálta, és elérte az 1,01 teraFLOPS sebességet, 3,16 GHz-es órajel és 62 W energiafelhasználás mellett.

### Knights Ferry
Az Intel a MIC (Many Integrated Core) tervezet keretén belül 2010. május 31-én mutatta be a Knights Ferry nevű, Aubrey Isle kódnevű processzort tartalmazó prototípus-kártyát. A kártyát illetve a későbbi termékcsaládot a cég kifejezetten HPC alkalmazások futtatására tervezte. A termék a cég állításai szerint, és felépítését tekintve is a Larrabee tervezet egy származéka, de létrejöttében nagy szerepet játszottak az Intel egyéb kutatásai, főleg az „egycsipes felhő-számítógép” projekt eredményei.
A fejlesztés eredményét PCIe kártya formájában hozták forgalomba. Benne 32 sorrendi végrehajtású mag található, a magok legfeljebb négy végrehajtási szálat képesek futtatni, órajelük 1,2 GHz, 2 GiB GDDR5 memóriával a kártyán, összesen 8 MiB koherens megosztott L2-es gyorsítótárral: az L2 gyorsítótárat a magok közösen használják, ebből mindegyik maghoz 256 KiB-os szegmens tartozik, a magok emellett saját 32 KiB-os L1 gyorsítótárral rendelkeznek. A magokban egy skaláris egység és egy 512 bites vektoros egység található, amely 16 egyszeres pontosságú, vagy 8 kétszeres pontosságú műveletet végezhet. A kártyán lévő csip 45 nm-es folyamattal készült, energiaigénye közelítőleg 300 W. Az Aubrey Isle magban a processzorok egy 1024 bites (két irányban 512 bites) gyűrűs sínnel csatlakoznak a főmemóriához. Egy kártya teljesítménye meghaladja a 750 GFLOPS-ot. A prototípus-kártyák csak az egyszeres pontosságú lebegőpontos utasításokat támogatják.
A kezdeti fejlesztők között található a CERN, a koreai Korea Institute of Science and Technology Information (KISTI) és a németországi Garchingban található Leibniz Szuperszámítógép Központ. A prototípus-kártyákat alkalmazó hardvert (kiszolgálókat) IBM, SGI, HP, Dell és más cégek mutattak be.

### Knights Corner
A Knights Corner termékvonal 22 nm-es folyamatmérettel készült, az Intel Tri-gate tranzisztor-technológiáját alkalmazva.
Csipenként 50-nél több magot tartalmazhat, és ez az Intel első sokmagos terméke, ami kereskedelmi forgalomba került.
2011 júniusában az SGI bejelentette, hogy együttműködik az Intellel a MIC architektúra alkalmazása terén nagy teljesítményű számítástechnikai termékeiben. 2011 szeptemberében bejelentették, hogy a Texas Advanced Computing Center (TACC) Knights Corner kártyákat fog használni a 10-petaFLOPS teljesítményű „Stampede” szuperszámítógépében, ezzel biztosítva 8 petaFLOPS számítási teljesítményt. Az idézett IEEE cikk szerint („Stampede: A Comprehensive Petascale Computing Environment”) „[később] második generációs Intel (Knights Landing) MIC csipeket adnak hozzá, amint azok elérhetővé válnak, és ezzel a Stampede összesített csúcsteljesítményét legalább 15 petaFLOPS-ra növelik.”
2011. november 15-én az Intel bemutatta a Knights Corner processzor egy korai mikrocsipes változatát.
2012. június 5-én az Intel a Knights Corner processzorra vonatkozó nyílt forráskódú szoftvert és dokumentációt adott ki.
2012. június 18-án az Intel a 2012-es hamburgi nemzetközi szuperszámítógépes konferencián (International Supercomputing Conference, újabban: ISC High Performance) bejelentette, hogy az összes Intel MIC (Many Integrated Core) architektúrán alapuló termék márkaneve Xeon Phi lesz.
2012 júniusában a Cray bejelentette, hogy felveszi kínálatába a 22 nm-es „Knights Corner” csipeket („Xeon Phi” márkanéven), a „Cascade” rendszerekben felhasználható társprocesszorként.
2012 júniusában a ScaleMP bejelentett egy virtualizációs frissítést, amely lehetővé tette a Xeon Phi transzparens processzor-kiterjesztésként való használatát, így lehetővé téve régebbi/örökölt MMX/SSE kódok változtatás nélküli futtatását.
Az Intel Xeon Phi koprocesszor-magok egyik fontos összetevője a bennük lévő vektoros feldolgozó egység (VPU).
A VPU egy újszerű 512 bites SIMD utasításkészlet tartalmaz, amely hivatalosan az „Intel Initial Many Core Instructions” (kb. Intel Kezdő Sokmagos Utasítások, röviden Intel IMCI) néven ismert.
Így a VPU ciklusonként 16 egyszeres pontosságú (SP) vagy 8 kétszeres pontosságú (DP) műveletet képes végrehajtani.
A VPU támogatja az összevont szorzás-összeadás (FMA) utasításokat is, ezáltal ciklusonként 32 SP vagy 16 DP lebegőpontos művelet végrehajtására is képes. A VPU támogatja az egész számokat is.
A VPU tartalmaz még egy kiterjesztett matematikai egységet is (EMU), amely olyan műveletek végrehajtására képes, mint a reciprok, négyzetgyök és logaritmus, lehetővé téve ezáltal e műveletek nagy sávszélességgel, vektoros módon történő végrehajtását. Az EMU a fenti függvényeket polinomiális közelítéssel számítja.
2012. november 12-én, az Intel két Xeon Phi koprocesszorcsaládot jelentett be, amelyek 22 nm-es gyártási folyamattal készülnek, a Xeon Phi 3100 és a Xeon Phi 5110P jelölésűeket.
A Xeon Phi 3100 több mint 1 teraFLOPS kétszeres pontosságú lebegőpontos utasítás végrehajtásra képes 240 GiB/s memória-sávszélességgel, 300 W fogyasztás mellett.
A Xeon Phi 5110P 1,01 teraFLOPS kétszeres pontosságú lebegőpontos utasítás végrehajtásra képes 320 GiB/s memória-sávszélességgel, 225 W fogyasztás mellett.
A Xeon Phi 7120P 1,2 teraFLOPS kétszeres pontosságú lebegőpontos utasítás végrehajtásra képes 352 GiB/s memória-sávszélességgel, 300 W-os fogyasztás mellett.
2013. június 17-én a Tianhe-2 szuperszámítógép a világ akkori leggyorsabbjaként a TOP500 listán megszerezte az első helyezést.
A Tianhe-2 az Intel Ivy Bridge Xeon és Xeon Phi processzorokat használva elérte a 33,86 petaFLOPS (lebegőpontos számítási) teljesítményt.
Két és fél éven át ez volt a lista leggyorsabb számítógépe, utoljára 2015 novemberében.

#### Felépítés és programozás
A Knights Corner magjai az eredeti Pentiumban használt P54C kialakítás módosított változatán alapulnak.
Az Intel MIC architektúra alapja az x86-os örökség kihasználása egy olyan x86-kompatibilis multiprocesszoros architektúra létrehozásával, ami képes a meglévő párhuzamosítási szoftvereszközök használatára.
A programozási eszközök között megtalálható az OpenMP, OpenCL, Cilk/Cilk Plus, az Intel Fortran, C++ és matematikai könyvtárak speciális változatai.
A Larrabee projektből örökölt tervezési elemek közé tartozik a x86 ISA, a magonkénti 4 utas szimultán többszálas végrehajtás (simultaneous multithreading, SMT), az 512 bites SIMD egységek, a 32 KiB L1 utasítás-gyorsítótár, a 32 KiB L1 adat-gyorsítótár, a koherens L2 gyorsítótár (magonként 512 KiB), valamint a processzorokat és a memóriát összekötő ultraszéles gyűrűs sín.
A Knights Corner 512 bites SIMD utasításai számos belső funkciót osztanak meg az AVX-512 kiterjesztéssel. Az utasításkészlet dokumentációja az Inteltől a KNC név-kiterjesztés alatt érhető el.
A Xeon Phi X100 sorozat modelljei
| név            | kódszám | magok (szálak 4 magnál) | órajel (MHz) | órajel (MHz) | L2 gyorsítótár | GDDR5 ECC memória | GDDR5 ECC memória | GDDR5 ECC memória | csúcs dp teljesítmény (GFLOPS) | TDP (W) | hűtő- rendszer        | kiszerelés          | kibocsátva         |
| név            | kódszám | magok (szálak 4 magnál) | alap         | turbo        | L2 gyorsítótár | méret             | csatornák         | BW GiB/s          | csúcs dp teljesítmény (GFLOPS) | TDP (W) | hűtő- rendszer        | kiszerelés          | kibocsátva         |
| -------------- | ------- | ----------------------- | ------------ | ------------ | -------------- | ----------------- | ----------------- | ----------------- | ------------------------------ | ------- | --------------------- | ------------------- | ------------------ |
| Xeon Phi 3110X | SE3110X | 061 (244)               | 1053         | -            | 30,5 MiB       | 06 GiB            | 12                | 240               | 1028                           | 300     | csak kártya           | PCIe 2.0 x16 kártya | 2012. november     |
| Xeon Phi 3110X | SE3110X | 061 (244)               | 1053         | -            | 30,5 MiB       | 08 GiB            | 16                | 320               | 1028                           | 300     | csak kártya           | PCIe 2.0 x16 kártya | 2012. november     |
| Xeon Phi 3120A | SC3120A | 057 (228)               | 1100         | -            | 28,5 MiB       | 06 GiB            | 12                | 240               | 1003                           | 300     | ventilátor / hűtőtest | PCIe 2.0 x16 kártya | 2013. június 17.   |
| Xeon Phi 3120P | SC3120P | 057 (228)               | 1100         | -            | 28,5 MiB       | 06 GiB            | 12                | 240               | 1003                           | 300     | passzív hűtőborda     | PCIe 2.0 x16 kártya | 2013. június 17.   |
| Xeon Phi 31S1P | BC31S1P | 057 (228)               | 1100         | -            | 28,5 MiB       | 08 GiB            | 16                | 320               | 1003                           | 270     | passzív hűtőborda     | PCIe 2.0 x16 kártya | 2013. június 17.   |
| Xeon Phi 5110P | SC5110P | 060 (240)               | 1053         | -            | 30,0 MiB       | 08 GiB            | 16                | 320               | 1011                           | 225     | passzív hűtőborda     | PCIe 2.0 x16 kártya | 2012. november 12. |
| Xeon Phi 5120D | SC5120D | 060 (240)               | 1053         | -            | 30,0 MiB       | 08 GiB            | 16                | 352               | 1011                           | 245     | csak kártya           | SFF 230 tűs kártya  | 2013. június 17.   |
| Xeon Phi 5120D | BC5120D | 060 (240)               | 1053         | -            | 30,0 MiB       | 08 GiB            | 16                | 352               | 1011                           | 245     | csak kártya           | SFF 230 tűs kártya  | 2013. június 17.   |
| Xeon Phi SE10P | SE10P   | 061 (244)               | 1100         | -            | 30,5 MiB       | 08 GiB            | 16                | 352               | 1074                           | 300     | passzív hűtőborda     | PCIe 2.0 x16 kártya | 2012. november 12. |
| Xeon Phi SE10X | SE10X   | 061 (244)               | 1100         | -            | 30,5 MiB       | 08 GiB            | 16                | 352               | 1074                           | 300     | csak kártya           | PCIe 2.0 x16 kártya | 2012. november 12. |
| Xeon Phi 7110P | SC7110P | 061 (244)               | 1100         | 1250         | 30.5 MiB       | 16 GiB            | 16                | 352               | 1220                           | 300     | passzív hűtőborda     | PCIe 2.0 x16 kártya | ???                |
| Xeon Phi 7110X | SC7110X | 061 (244)               | 1250         | ???          | 30,5 MiB       | 16 GiB            | 16                | 352               | 1220                           | 300     | csak kártya           | PCIe 2.0 x16 kártya | ???                |
| Xeon Phi 7120A | SC7120A | 061 (244)               | 1238         | 1333         | 30,5 MiB       | 16 GiB            | 16                | 352               | 1208                           | 300     | ventilátor / hűtőtest | PCIe 2.0 x16 kártya | 2014. április 6.   |
| Xeon Phi 7120D | SC7120D | 061 (244)               | 1238         | 1333         | 30,5 MiB       | 16 GiB            | 16                | 352               | 1208                           | 270     | csak kártya           | SFF 230 tűs kártya  | 2014. március ??.  |
| Xeon Phi 7120P | SC7120P | 061 (244)               | 1238         | 1333         | 30,5 MiB       | 16 GiB            | 16                | 352               | 1208                           | 300     | passzív hűtőborda     | PCIe 2.0 x16 kártya | 2013. június 17.   |
| Xeon Phi 7120X | SC7120X | 061 (244)               | 1238         | 1333         | 30,5 MiB       | 16 GiB            | 16                | 352               | 1208                           | 300     | csak kártya           | PCIe 2.0 x16 kártya | 2013. június 17.   |

### Knights Landing

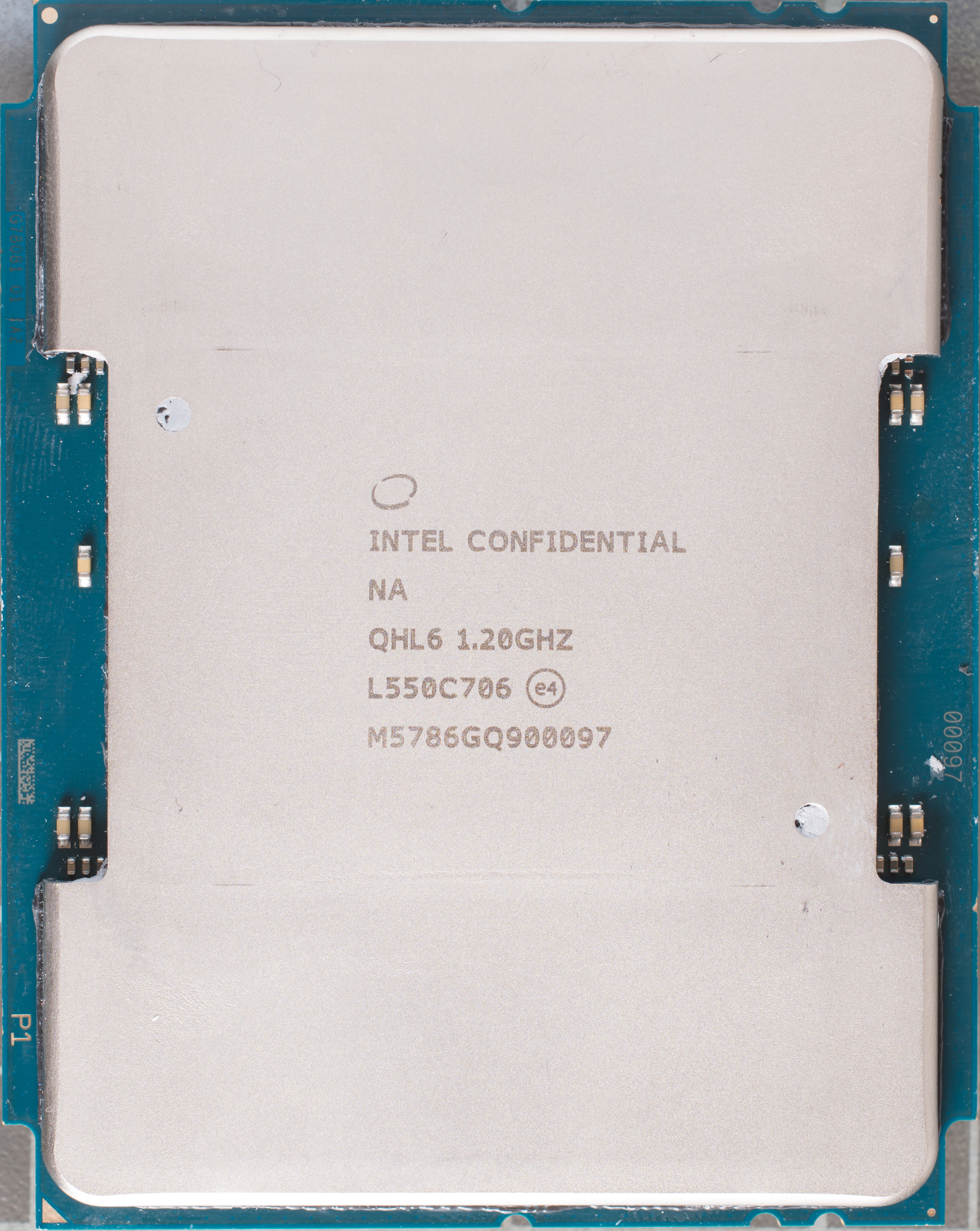
Intel Xeon Phi Knights Landing processzor

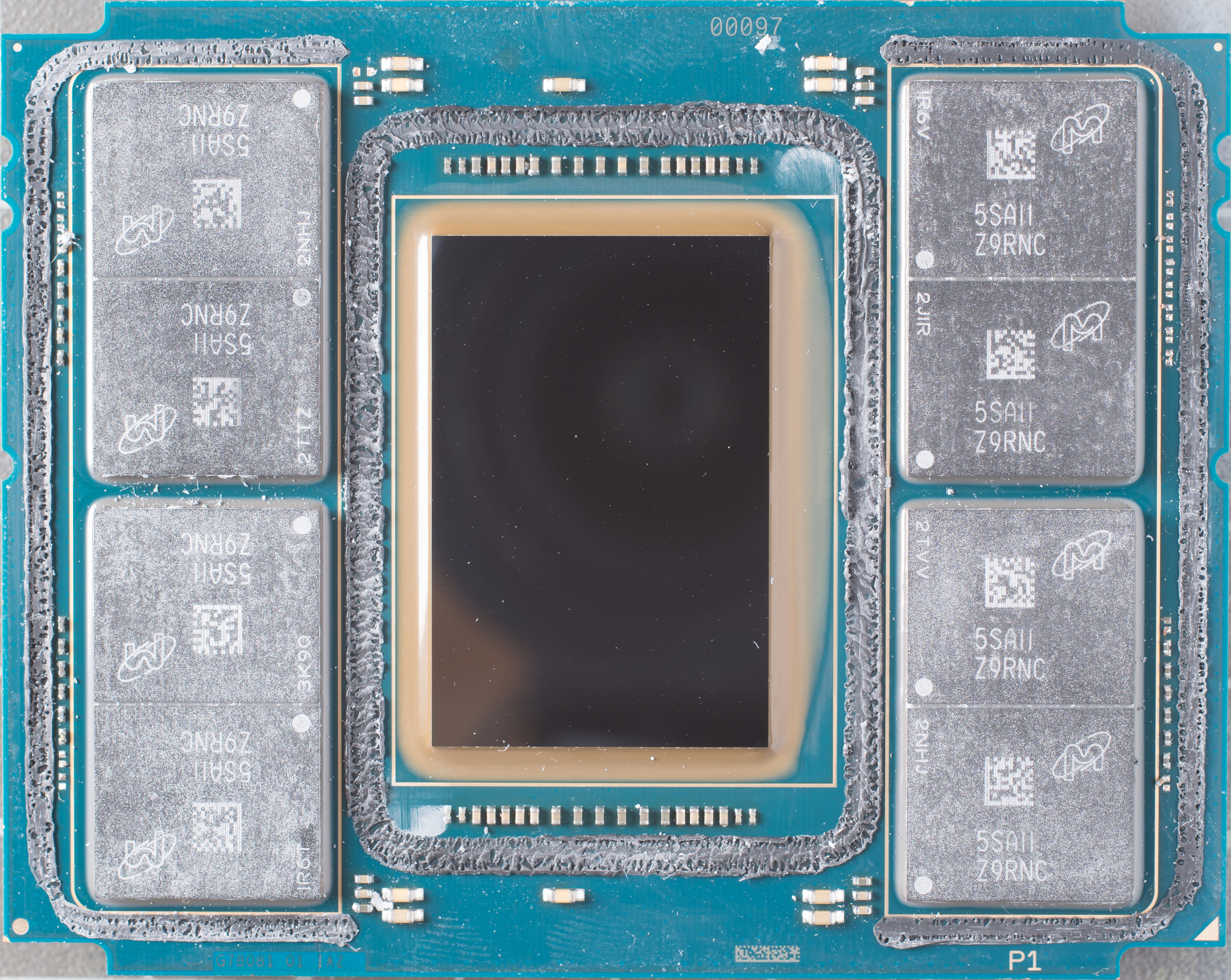
Ugyanaz a processzor, borítás nélkül

A lapka képe

Az Intel második generációs MIC architektúrájú termékének kódneve.
2013. június 17-én az Intel hivatalosan először mutatta be a második generációs Intel Xeon Phi termékek részleteit.
2013. június 17-én az Intel közölte, hogy az Intel MIC architektúrán alapuló termékek következő generációja kétféle formában lesz elérhető, koprocesszorként és fő processzorként (CPU), és az Intel 14 nm-es gyártástechnológiájával készülnek. A Knights Landing termékek integrált, egységen belüli memóriát tartalmaznak majd a jelentősen nagyobb memória sávszélesség elérése érdekében.
A Knights Landing max. 72 Airmont (Atom) magot tartalmaz, magonként négy végrehajtási szállal, LGA 3647 foglalatot használ és akár 384 GiB „távoli” DDR4 2133 RAM-ot és 8–16 GiB egymásra épített (stacked) „közeli” 3D MCDRAM-ot (a Hybrid Memory Cube egy változata) támogat.
Minden mag két 512 bites vektoregységgel rendelkezik, és támogatja az AVX-512 SIMD utasításokat, specifikusan az Intel AVX-512 Foundational Instructions (alapvető utasítások, AVX-512F), Intel AVX-512 Conflict Detection Instructions (konfliktusészlelő utasítások, AVX-512CD), Intel AVX-512 Exponential and Reciprocal Instructions (exponenciális és reciprok utasítások, AVX-512ER), és Intel AVX-512 Prefetch Instructions (előzetes utasításkód-lehívó utasítások, AVX-512PF) utasítás-csoportokat. Az IMCI támogatása megszűnt, ezt váltotta fel az AVX-512.
A National Energy Research Scientific Computing Center (2018-ban?) bejelentette, hogy a legújabb „Cori” nevű szuperszámítógépének második fázisa Knights Landing Xeon Phi koprocesszorokat fog használni.
2016. június 20-án az Intel bemutatta a Knights Landing architektúrán alapuló x200 sorozatú Intel Xeon Phi termékcsaládot, hangsúlyozva annak alkalmazhatóságát nemcsak a hagyományos szimulációs feladatokra, hanem a gépi tanulásban is. A bemutatkozó modellkészletben csak bootolható kiszerelésű (önálló processzorként működő) Xeon Phi modellek szerepeltek, de annak két változata: szabványos processzorok és integrált Intel Omni-Path architektúrájú szövedéket (fabric) tartalmazó processzorok. Ez utóbbit a modellszám F utótagja jelöli. Az integrált szerkezettől azt várják, hogy jobb késleltetési időt biztosít alacsonyabb költséggel, mint a diszkrét nagy teljesítményű hálózati kártyák.
2016. november 14-én, a TOP500 48-ik listáján 10 Knights Landing platformot használó rendszer szerepelt.[forrás?]
A Knights Landing PCIe-alapú társprocesszoros változata nem került forgalomba, és megszűnt 2017 augusztusában. Ez magában foglalta a 7220A, 7240P és 7220P társprocesszor-kártyákat.
Az Intel bejelentette, hogy 2018 nyarán megszünteti a Knights Landinget.
Modellek
Minden modell képes megnövelni a sebességét, 200 MHz-cel növelve az alapfrekvenciát, mikor csak egy vagy két magot használ. Háromtól a maximális magok számáig a lapkák csak 100 MHz-cel tudják növelni az alapfrekvenciát. Minden csip a sűrű (optimizált) AVX kódot 200 MHz-cel csökkentett frekvencián futtatja.
| Xeon Phi 7200 sorozat | sSpec szám | magok (szálak) | órajel (MHz) | órajel (MHz) | L2 gyorsítótár | MCDRAM memória | MCDRAM memória | DDR4 memória | DDR4 memória | csúcs dp teljesítmény | TDP (W) | foglalat    | kiadás           | azonosító       |
| Xeon Phi 7200 sorozat | sSpec szám | magok (szálak) | alap         | turbo        | L2 gyorsítótár | méret          | BW             | méret        | BW           | csúcs dp teljesítmény | TDP (W) | foglalat    | kiadás           | azonosító       |
| --------------------- | ---------- | -------------- | ------------ | ------------ | -------------- | -------------- | -------------- | ------------ | ------------ | --------------------- | ------- | ----------- | ---------------- | --------------- |
| Xeon Phi 7210         | SR2ME (B0) | 64 (256)       | 1300         | 1500         | 32 MiB         | 16 GiB         | 400+ GiB/s     | 384 GiB      | 102,4 GiB/s  | 2662 GFLOPS           | 215     | SVLCLGA3647 | 2016. június 20. | HJ8066702859300 |
| Xeon Phi 7210         | SR2X4 (B0) | 64 (256)       | 1300         | 1500         | 32 MiB         | 16 GiB         | 400+ GiB/s     | 384 GiB      | 102,4 GiB/s  | 2662 GFLOPS           | 215     | SVLCLGA3647 | 2016. június 20. | HJ8066702859300 |
| Xeon Phi 7210F        | SR2X5 (B0) | 64 (256)       | 1300         | 1500         | 32 MiB         | 16 GiB         | 400+ GiB/s     | 384 GiB      | 102,4 GiB/s  | 2662 GFLOPS           | 230     | SVLCLGA3647 | 2016. június 20. | HJ8066702975000 |
| Xeon Phi 7230         | SR2MF (B0) | 64 (256)       | 1300         | 1500         | 32 MiB         | 16 GiB         | 400+ GiB/s     | 384 GiB      | 102,4 GiB/s  | 2662 GFLOPS           | 215     | SVLCLGA3647 | 2016. június 20. | HJ8066702859400 |
| Xeon Phi 7230         | SR2X3 (B0) | 64 (256)       | 1300         | 1500         | 32 MiB         | 16 GiB         | 400+ GiB/s     | 384 GiB      | 102,4 GiB/s  | 2662 GFLOPS           | 215     | SVLCLGA3647 | 2016. június 20. | HJ8066702859400 |
| Xeon Phi 7230F        | SR2X2 (B0) | 64 (256)       | 1300         | 1500         | 32 MiB         | 16 GiB         | 400+ GiB/s     | 384 GiB      | 102,4 GiB/s  | 2662 GFLOPS           | 230     | SVLCLGA3647 | 2016. június 20. | HJ8066702269002 |
| Xeon Phi 7250         | SR2MD (B0) | 68 (272)       | 1400         | 1600         | 34 MiB         | 16 GiB         | 400+ GiB/s     | 384 GiB      | 102,4 GiB/s  | 3046 GFLOPS           | 215     | SVLCLGA3647 | 2016. június 20. | HJ8066702859200 |
| Xeon Phi 7250         | SR2X1 (B0) | 68 (272)       | 1400         | 1600         | 34 MiB         | 16 GiB         | 400+ GiB/s     | 384 GiB      | 102,4 GiB/s  | 3046 GFLOPS           | 215     | SVLCLGA3647 | 2016. június 20. | HJ8066702859200 |
| Xeon Phi 7250F        | SR2X0 (B0) | 68 (272)       | 1400         | 1600         | 34 MiB         | 16 GiB         | 400+ GiB/s     | 384 GiB      | 102,4 GiB/s  | 3046 GFLOPS           | 230     | SVLCLGA3647 | 2016. június 20. | HJ8066702268900 |
| Xeon Phi 7290         | SR2WY (B0) | 72 (288)       | 1500         | 1700         | 36 MiB         | 16 GiB         | 400+ GiB/s     | 384 GiB      | 102,4 GiB/s  | 3456 GFLOPS           | 245     | SVLCLGA3647 | 2016. június 20. | HJ8066702974700 |
| Xeon Phi 7290F        | SR2WZ (B0) | 72 (288)       | 1500         | 1700         | 36 MiB         | 16 GiB         | 400+ GiB/s     | 384 GiB      | 102,4 GiB/s  | 3456 GFLOPS           | 260     | SVLCLGA3647 | 2016. június 20. | HJ8066702975200 |

### Knights Hill
A Knights Hill volt a MIC architektúra harmadik generációjának kódneve, amelyről az Intel az első részleteket
a 2014-es „SC14” Szuperszámítógépes Konferencián (New Orleans, LA, 2014. nov. 16-17.)
jelentette be. 10 nm-es eljárással tervezték gyártani.
A Knights Hill-t várhatóan az Egyesült Államok Energiaügyi Minisztériuma Aurora szuperszámítógépében tervezték alkalmazni, amelyet az Argonne Nemzeti Laboratóiumban telepítettek volna. Azonban az Aurora megjelenése késett a „fejlett architektúra” bevezetése miatt, amely a gépi tanulást célozta.
2017-ben az Intel bejelentette, hogy a Knights Hill-t törölték egy másik architektúra javára, amelyet az alapoktól kezdve építenek fel, hogy a jövőben lehetővé tegye az exascale számításttechnikát. Ez az új architektúra [a korábbi hírek szerint] 2020–2021-ben volt várható.

### Knights Mill
A Knights Mill az Intel kódneve egy „mélytanulásra” specializált Xeon Phi terméknek, amelyet eredetileg 2017 decemberében adtak ki. A Knights Landinggel szinte azonos specifikációkkal rendelkező Knights Mill az AVX-512 utasítások jobb kihasználását célzó optimalizálásokat tartalmaz és lehetővé teszi a négyutas hyper-threadinget. Az egyszeres pontosságú és változó pontosságú lebegőpontos teljesítmény megnövekedett, a kétszeres pontosságú lebegőpontos teljesítmény rovására.
Modellek
| Xeon Phi 72x5 sor | sSpec szám | magok (szálak) | órajel (MHz) | órajel (MHz) | L2 gyorsítótár | MCDRAM memória | MCDRAM memória | DDR4 memória | DDR4 memória | csúcs dp teljesítmény | TDP (W) | foglalat    | kiadás  | azonosító       |
| Xeon Phi 72x5 sor | sSpec szám | magok (szálak) | alap         | turbo        | L2 gyorsítótár | méret          | BW             | méret        | BW           | csúcs dp teljesítmény | TDP (W) | foglalat    | kiadás  | azonosító       |
| ----------------- | ---------- | -------------- | ------------ | ------------ | -------------- | -------------- | -------------- | ------------ | ------------ | --------------------- | ------- | ----------- | ------- | --------------- |
| Xeon Phi 7235     | SR3VF (A0) | 64 (256)       | 1300         | 1400         | 32 MiB         | 16 GiB         | 400+ GiB/s     | 384 GiB      | 102,4 GiB/s  | ?                     | 250     | SVLCLGA3647 | Q4 2017 | HJ8068303823900 |
| Xeon Phi 7285     | SR3VE (A0) | 68 (272)       | 1300         | 1400         | 34 MiB         | 16 GiB         | 400+ GiB/s     | 384 GiB      | 115,2 GiB/s  | ?                     | 250     | SVLCLGA3647 | Q4 2017 | HJ8068303823800 |
| Xeon Phi 7295     | SR3VD (A0) | 72 (288)       | 1500         | 1600         | 36 MiB         | 16 GiB         | 400+ GiB/s     | 384 GiB      | 115,2 GiB/s  | ?                     | 320     | SVLCLGA3647 | Q4 2017 | HJ8068303823700 |

## Programozás
A kutatók empirikus teljesítmény- és programozhatósági vizsgálatot végeztek, amelyben a szerzők azt állítják, hogy a Xeon Phi nagy teljesítményének kihasználásához (eléréséhez) továbbra is szükség van a programozók segítségére, és hogy csupán a hagyományos programozási modelleket alkalmazó fordítóprogramokra támaszkodva optimális programkódot előállítani még mindig messze van a valóságtól. Ugyanakkor különböző területeken, mint például az élettudományok, és mélytanulás területén végzett kutatások kimutatták, hogy a Xeon Phi szál- és SIMD-párhuzamosságát együttesen kihasználva jelentős sebességnövekedés érhető el.

## Konkurencia
- Nvidia Tesla – egy közvetlen versenytársa a HPC-piacon[112]
- AMD Radeon Pro és AMD Radeon Instinct – szintén közvetlen versenytársak a HPC piacon

## Fordítás
Ez a szócikk részben vagy egészben  a   Xeon Phi című angol Wikipédia-szócikk ezen változatának fordításán alapul.  Az eredeti cikk szerkesztőit annak laptörténete sorolja fel. Ez a jelzés csupán a megfogalmazás eredetét és a szerzői jogokat jelzi, nem szolgál a cikkben szereplő információk forrásmegjelöléseként.